# مرگ به خاطر عشق
مرگ به خاطر عشق (به انگلیسی: Death in Love) یک فیلم دلهره‌آور وابسته به عشق شهوانی روانی-جنسی محصول سال ۲۰۰۸ که دربارهٔ رابطه عاشقانه یک زن یهودی و دکتری است که بر آزمایش‌های انسانی در اردوگاه کار اجباری آلمان نازی نظارت می‌کند و تأثیری که این امر بر زندگی پسرانش در دهه ۱۹۹۰ می‌گذارد. این فیلم به نویسندگی و کارگردانی بوآز یاکین در سال ۲۰۰۸ اکران شد.

## تولید
این فیلم در ۲۵ روز در شهر نیویورک فیلمبرداری شد.

## انتشار
این فیلم در ۱۷ ژوئیه ۲۰۰۹ در سینماهای ایالات متحده اکران محدودی دریافت کرد. در ۱۰ ژانویه ۲۰۱۰ به صورت دی‌وی‌دی در ایالات متحده منتشر شد.

## داستان
در دهه ۱۹۴۰ آلمان نازی، یک زن جوان یهودی در اردوگاه کار اجباری نازی‌ها با اغوا کردن دکتر جوانی که آزمایش‌های پزشکی روی زندانیان انجام می‌دهد، جان خود را نجات می‌دهد. چندین دهه بعد در سال ۱۹۹۳، همان زن (جکلین بیسیت) در شهر نیویورک زندگی می‌کند، با دو پسر بالغ …

## بازخوردها
این فیلم در سال ۲۰۰۸ برای اولین دوره جشنواره فیلم ساندنس انتخاب شد.
از ژوئن ۲۰۲۰، این فیلم بر اساس ۲۰ بررسی با میانگین امتیاز ۴٫۷ از ۱۰ در سایت راتن تومیتوز دارای ۴۵٪ محبوبیت است.